# Union des forces progressistes
L'Union des forces progressistes (UFP) est un parti politique provincial québécois qui a existé de 2002 à 2006. Il est issu de divers partis de gauche et de gauche radicale. Il a cessé d'exister en 2006 lors de sa fusion avec le groupe Option citoyenne pour fonder le parti Québec solidaire.

## Histoire
L'UFP est constituée le 15 juin 2002 par une assemblée publique tenue à Montréal et appelée par différentes organisations politiques œuvrant sur la scène québécoise dans le but de regrouper:
- le Rassemblement pour l'alternative progressiste (RAP);
- le Parti de la démocratie socialiste (PDS, autrefois le Nouveau Parti démocratique du Québec); et
- le Parti communiste du Québec (PCQ).

La structure organisationnelle de l'UFP reflétait la pluralité des courants historiques en permettant l'existence de tendances organisées, tendances ayant droit de désigner des délégués aux différentes instances du parti. Outre ces tendances organisées, on retrouvait également des militants anarchistes et pacifistes. C'est aussi le premier parti, et même la première organisation, à élire deux co-porte-parole, dont une femme et un homme. Molly Alexander et Pierre Dostie furent porte-parole de 2002 à 2004; Denise Veilleux et Amir Khadir furent porte-parole de 2004 à 2006.
À l'élection générale québécoise du 14 avril 2003, l'UFP présente 74 candidats (sur une possibilité de 125) et obtient 1 % des votes, ne faisant élire aucun candidat. Le candidat Amir Khadir obtient toutefois 18 % des voix dans la circonscription de Mercier.
Le 5 novembre 2005, les délégués de l'UFP votent à l'unanimité en faveur de la fusion du parti avec le mouvement Option citoyenne. Le congrès de fondation du nouveau parti se tient du 3 au 5 février 2006, à Montréal. Le 4 février 2006, les militants des deux partis politiques fusionnent pour former le parti Québec solidaire.
Le 13 février 2006, le directeur général des élections du Québec autorise le changement de nom du parti de l'Union des forces progressistes qui est devenu Québec solidaire.
Amir Khadir, qui fut autrefois porte-parole masculin de l'UFP et candidat dans Mercier, fut député de la circonscription de Mercier entre 2008 et 2018 à l'Assemblée nationale du Québec sous la bannière de Québec solidaire.

## Programme politique

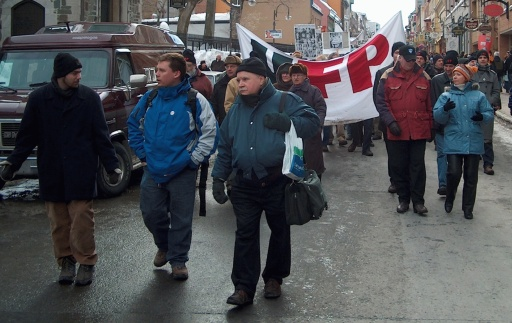
Participation de l'UFP à la manifestation du 2003-03-15 à Québec contre la guerre en Irak

- Programme électoral archivé de l'UFP

1. Mondialisation et politique internationale
L'UFP s'opposait à la libéralisation des marchés, aux dérèglementations et au recours à la privatisation. Elle souhaitait l'augmentation de l'aide aux pays du tiers-monde, l'effacement de leur dette extérieure et la fin des brevets pharmaceutiques sur les médicaments dont ont besoin ces pays. L'UFP souhaitait l'instauration d'une taxe Tobin et le retrait des traités de l'ALÉNA, de la ZLÉA, du NORAD et de l'OTAN. Le parti appuyait la création d'un État palestinien et s'opposait aux embargos économiques. Enfin, l'UFP appuyait le développement durable et le commerce équitable.
2. Question nationale
L'UFP appuyait l'accession du Québec à la souveraineté politique et souhaitait y accéder par l'instauration d'une Assemblée constituante. Celle-ci aurait eu pour mandat de rédiger une «Constitution pour un Québec progressiste, républicain, laïc et démocratique» «ayant le français comme langue officielle de communication dans les institutions et au travail».
3. Lutte à la pauvreté/Logement social
L'UFP souhaitait un salaire minimum au Québec à 10 $ de l'heure avec indexation, un revenu minimum garanti et 8 000 nouveaux logements sociaux.
4. Économie alternative
L'UFP appuyait le développement de sociétés d'État, de coopératives et d'organismes à but non lucratif.
5. Environnement et agriculture
L'UFP souhaitait la rédaction d'une Charte environnementale québécoise, la constitution d'un Tribunal environnemental du Québec et le renforcement du pouvoir et des fonds du BAPE. Hydro-Québec vendrait l'électricité au prix le plus bas et on mettrait l'accent sur le développement de sources d'énergie renouvelable. On procéderait à l'étiquetage obligatoire de tous les OGM, les brevets sur les animaux seraient interdits, tout comme les hercidices et pesticides. L'UFP encouragerait le transport en commun.
6. Vie démocratique
L'UFP encouragerait la démocratie participative, adopterait une loi sur l'initiative populaire et créerait un cours de civisme qui serait enseigné du primaire au collégial. L'UFP souhaitait un mode de scrutin proportionnel et des élections à date fixe et encouragerait la participation des femmes au monde politique.
7. Santé et services sociaux
L'UFP s'opposait à toute intrusion du privé dans le système de santé québécois.
8. Éducation/Petite enfance
L'UFP aurait mis fin au financement public des écoles privées et maintenu le gel des frais de scolarité. Le parti s'opposait à l'intrusion du privé dans le système d'éducation publique.
9. Fiscalité
L'UFP aurait rééquilibré le partage de l'imposition entre les entreprises et les individus, aurait taxé les biens de luxe et imposé davantage les plus riches. Les paradis fiscaux auraient été abolis. La taxe sur le capital aurait été augmenté. On aurait supprimé la TVQ sur les biens de première nécessité et imposé les héritages de plus de 500 000 $.
10. Femmes
L'UFP aurait lutté contre la violence faite aux femmes et contribué à la conciliation travail/famille, en plus de lutter contre la discrimination fondée sur le sexe.
11. Travail
Le parti de gauche aurait institué une semaine de travail à 35 heures, interdit les lock-out et constitutionnalisé le droit au travail et le droit de grève. On aurait pris des mesures pour faire réellement du français la langue de travail.
12. Régions
Cet ancien parti souhaitait contribuer au développement de l'économie et de l'autonomie politique des régions.
13. Premières Nations
L'UFP appuyait le droit à l'autodétermination des autochtones, même si cela menerait jusqu'à l'indépendance.
14. Citoyenneté et immigration
Cette formation politique luttait contre toute forme de discrimination et appuyait la Discrimination positive à l'embauche. Le parti souhaitait par ailleurs que le Québec devienne «une véritable terre d’accueil pour les réfugiés et réfugiées» et que cesse ce qu'il estime être de «la répression policière et du harcèlement [à l'encontre des] jeunes des communautés culturelles».
15. Justice
L'UFP voulait étendre l'accessibilité à l'aide juridique, mettre en œuvre un programme d’éducation à la citoyenneté basé sur le contenu des Chartes de droits. Le cannabis aurait été légalisé et nationalisé.
16. Culture
L'Union des forces progressistes souhaitait investir en culture.

## Résultat électoral
| Élection   | Candidats | Sièges  | Voix   | %    |
| ---------- | --------- | ------- | ------ | ---- |
| Avril 2003 | 74 / 125  | 0 / 125 | 40 422 | 1,06 |